# A52高速公路 (意大利)
A52高速公路是意大利伦巴第大区的一条收费高速公路，于1994年建成通车。A52是米兰北部的环线，与A51、A53共同构成米兰的环城高速，全长12.9公里，大部分路段限速90公里/小时，小部分80公里/小时。该高速每日大约有80,000辆的通行量。